# Tikitapu/Blue Lake
Der Tikitapu/Blue Lake ist ein Kratersee im Rotorua District der Region Bay of Plenty auf der Nordinsel von Neuseeland.
Bezeichnungen wie Lake Tikitapu, Lake Tikitapu (Blue Lake) oder nur Blue Lake sind ebenso in der Literatur oder im Web für den See zu finden.

## Geographie
Der See befindet sich rund 7 km südöstlich von Rotorua und ist der kleinste von vier Seen, die sich von Südwesten nach Nordosten zwischen dem Lake Rotorua im Nordnordwesten und dem Lake Tarawera im Osten des Sees aneinanderreihen. Mit einer Nord-Süd-Ausdehnung erstreckt sich der See über eine Länge von rund 1,58 km und misst an seiner breitesten Stelle rund 1,26 km in Ost-West-Richtung. Bei einer Uferlinie von rund 5 km dehnt sich der See über eine Fläche von rund 1,46 km² aus und besitzt ein Wassereinzugsgebiet von rund 6,2 km², hat aber als Kratersee keinen Abfluss.
Südlich des Tikitapu/Blue Lake befindet sich der Lake Rotokākahi / Green Lake, der an einer Stelle lediglich rund 220 m entfernt liegt. Im Nordosten des Sees ist nach rund 1,75 km der Lake Ōkareka zu finden und ihm nachfolgenden in einer Entfernung von rund 6,17 km vom Tikitapu/Blue Lake aus gesehen der Lake Ōkataina, der der größte der vier Seen ist.
Eingebettet ist der Tikitapu/Blue Lake nach Osten und nach Westen von bis zu 734 m hohen Bergen und ist von Rotorua aus über die Tarawera Road zu erreichen.

## Geologie
Der See hat sich zusammen mit dem Lake Rotokākahi / Green Lake vor rund 13.300 bis 13.500 Jahren durch vulkanische Aktivitäten gebildet und ist Teil des Ōkataina Volcanic Centre. Der damalige Ausbruch des Vulkans Rotorua sorgte mit seinen Asche-Ablagerungen für die Bildung des Sees. Die blaue Farbe des Sees wird den Ablagerungen von Rhyolith und Bims auf dem Seegrund zugeschrieben.

## Nutzung
Im Sommer wird der See zu Erholungszwecken genutzt und es werden verschiedene Sportveranstaltungen, wie Wasserski-Wettbewerbe und Triathlon durchgeführt. Auch zum Forellenangeln wird der See genutzt.

## Wanderwege
An seiner Westseite kann der See über den Blue Lake Track bewandert werden, der über eine Gesamtlänge von rund 5,5 km verfügt und eine durchschnittliche Zeit von 1,5 Stunden benötigt.